# Peggy Miley
Peggy Miley (* 5. Juli 1941 in Astoria (Queens), New York) ist eine US-amerikanische Schauspielerin und Autorin. Sie trat in Nebenrollen in Filmen wie Alice, Little Princess, Banditen!, Plan B für die Liebe und Mit aller Macht auf und spielte Doris Driscoll in der Netflix-Serie Stranger Things. Außerdem ist sie für ihre Arbeit in Werbespots bekannt, darunter eine Weihnachts-Fernsehwerbung für Cheerios, in der sie die Großmutter spielte.

## Leben
Miley absolvierte im Jahr 1959 die St. Jean Baptiste High School, wo sie sich mit Theater beschäftigte, und 1963 die St. John’s University mit einem Abschluss in Literatur. 1975 absolvierte sie einen Master-Abschluss in Geisteswissenschaften an der NYU.
Miley tritt seit 1985 als Schauspielerin in Erscheinung, vor allem in kleineren Rollen für Film und insbesondere Fernsehen. Sie hatte Gastrollen vor allem in Fernsehserien, darunter Becker, Das Leben und Ich, Liv und Maddie, NYPD Blue, Big Love, Monk, Mike & Molly und Six Feet Under – Gestorben wird immer.

## Filmografie (Auswahl)

### Film
- 1986: Frog Goes to Dinner (Kurzfilm)
- 1988: The Beat
- 1990: Alice
- 1993: Twenty Bucks
- 1995: Little Princess (A Little Princess)
- 1996: Pie in the Sky
- 1998: Immer noch ein seltsames Paar (The Odd Couple II)
- 1998: Star Trek: Der Aufstand (Star Trek: Insurrection)
- 2001: Banditen! (Bandits)
- 2001: Surprise (Kurzfilm)
- 2008: San Saba
- 2010: Plan B für die Liebe (The Back-up Plan)
- 2011: The Resident
- 2014: Life After Beth
- 2014: Just Before I Go
- 2014: Carpool Lane Magician
- 2017: Altitude
- 2017: Suburbicon

### Fernsehen
- 1993: South of Sunset
- 1994: Burke’s Law
- 1994: California Dreams
- 1994: Murphy Brown
- 1995: OP Center
- 1996: Was ist los mit Alex Mack? (The Secret World of Alex Mack)
- 1997: Pretender (%he Pretender)
- 1997: Auf schlimmer und ewig (Unhappily Ever After)
- 1997, 2003: New York Cops – NYPD Blue (NYPD Blue)
- 1998: Frasier
- 1998: The Naked Truth
- 1998: Hinterm Mond gleich links (3rd Rock from the Sun)
- 1998: Winchell (Fernsehfilm)
- 1998: Becker
- 1999: Emergency Room – Die Notaufnahme (ER)
- 2000: Das Leben und Ich (Boy Meets World)
- 2000: Voll daneben, voll im Leben (Freaks and Geeks)
- 2000: The Others
- 2000: The Norm Show
- 2000: That’s Life
- 2001: Sabrina – Total Verhext! (Sabrina, the Teenage Witch)
- 2001: Practice – Die Anwälte (The Practice)
- 2003: Six Feet Under – Gestorben wird immer (Six Feet Under)
- 2004: The Shield – Gesetz der Gewalt (The Shield)
- 2005: Monk
- 2008: Little Britain USA
- 2008: Bones – Die Knochenjägerin (Bones)
- 2010: Big Love
- 2010: Zeke und Luther (Zeke and Luther)
- 2011: Big Time Rush
- 2013: The Mindy Project
- 2013: Crash & Bernstein
- 2013: Modern Family
- 2013: S3 – Stark, schnell, schlau (Lab Rats)
- 2015: Mike & Molly
- 2015: Liv und Maddie (Liv and Maddie)
- 2016: Assistant Living Show (Fernsehfilm)
- 2017: Zuhause bei Raven (Raven’s Home)
- 2019: Stranger Things
- 2020: Lass es, Larry! (Curb Your Enthusiasm)
- 2020: Shameless